# راي بي. توماس
راي بي. توماس (بالإنجليزية: Ray B. Thomas)‏ هو لاعب كرة قدم أمريكية أمريكي، (ولد في برلينغتون في الولايات المتحدة 1884 – 1931 م).